# NGC 2308
NGC 2308 je galaksija u zviježđu Risu.

## Vanjske poveznice
- SEDS: NGC 2308